# 25230 Borgis
25230 Borgis este o planetă minoră (asteroid), cu un diametru de 5,77 km, din centura de asteroizi. A fost descoperită pe 11 octombrie 1998 la Stația Anderson Mesa de Lowell Observatory Near-Earth-Object Search. 
Obiectul prezintă o orbită caracterizată de o semiaxă mare de 3,0415048 UAi, o excentricitate de 0,12, o înclinație de 10,6424 ° în raport cu ecliptica.